# Školní statek při Střední zemědělské škole Český Těšín
Školní statek při Střední zemědělské škole Český Těšín byl podnik založený v roce 1952, resp. 1973 na základě vládního usnesení Vládou Československé republiky. Vznik a provoz navazoval na rozvoj zemědělského školství na Těšínském Slezsku. Statek patřil mezi zemědělské podniky v okrese Karviná, s převážnou produkcí na granulovaných krmiv z pícnin, ovocnářstvím, chovem a šlechtěním prasat. Statek zanikl k 1. lednu 2004.

## Historie
Z hlediska vývoje Školního statku zde byly tři období, které byly charakteristické jeho právní subjektivitou: kdy byl nedílnou součásti školy, a kdy byl samostatně hospodařícím podnikem.

### I. období 1872 – 1918

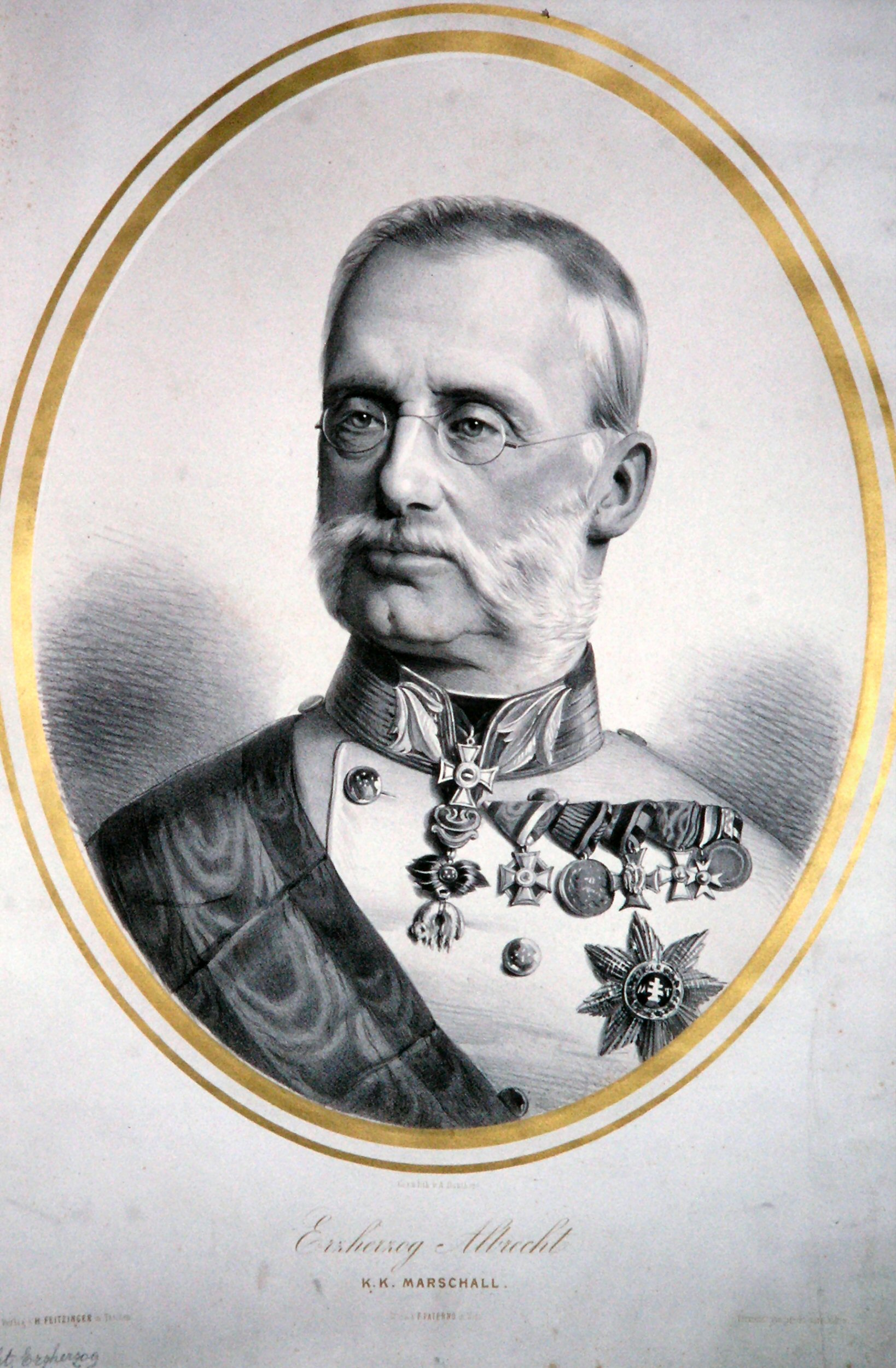
Albrecht Fridrich Rakousko-Těšínský, litografie Adolfa Dauthage, okolo 1870

Školní statek jako samostatný subjekt ještě neexistoval. Vznikl teprve po založení Rolnické školy,  1. srpna 1872 v Chotěbuzi, arciknížetem Albrechtem Rakouským, jako součást školy.

### II. období 1918 – 1924
V období 1918–1924 byl statek stále součástí Rolnické školy, která byla zrušena 5. října 1920 státním výnosem. S tím zanikla výuka praxe a statek. K ukončení provozu došlo 3. října 1921. Dne 7. listopadu 1921 vznikla Zimní hospodářská škola v Chotěbuzi, která přebrala školní a hospodářský inventář. Výuka a provoz statku zde trval dva roky. Poté byla škola přesunuta do Českého Těšína, kde probíhala výuka, ale bez praxe. V roce 1924 došlo k převodu veškerého inventáře školního statku na okolní státní statky. Školní statek na více než 28 let zanikl.

### III. období 1952 – 2000
K obnově výuky praxe a tím založení Školního statku při SZTŠ došlo v roce 1952 na základě vládního usnesení o vybavení zemědělských škol školními statky.
K 1. lednu 1960 byla část půdy Státního statku Karviná převedena na nově vzniklý státní zemědělský závod Školní statek Střední zemědělské technické školy v Českém Těšíně, který měl svá hospodářství (střediska) v Českém Těšíně, Chotěbuzi, Zpupné Lhotě a nově v Albrechticích. Zde získal půdu o výměře 110 ha v jihovýchodní části obce Albrechtice společně se statkem Červenky. V roce 1973 došlo k přeměně školního statku na příspěvkovou organizaci. Všechna střediska sloužily jak provozní činnosti, tak k výuce.
Po roce 1989 měly na hospodářskou činnost statku vliv restituce, kdy byla řada pozemků vrácena původním vlastníkům. Statek koncem 20. století zanikl. Jeho majetek byl převeden na Pozemkový fond ČR a postupně prodán, nebo převeden na další organizace, např. obec Chotěbuz, která získala zámek Chotěbuz, včetně budov v areálu.

## Hospodářská činnost
Školní statek prováděl hlavní hospodářskou činnost za účelem zisku. Další činností bylo zajištění podmínek praxe pro učně a studenty SZTŠ (později SZeŠ) a SOUZ Český Těšín. Statek byl v produkci krmiv a pícnin soběstačný. Nakupoval pouze krmné směsi po telata a selata.

### Organizační struktura
Školní statek měl klasickou organizační strukturu.
- Vedení: ředitel statku, technický a ekonomický ředitel
- Vedoucí středisek: technicko-hospodářští pracovníci (THP)
- Provoz: mistři, traktoristé, mechanici, údržbáři, skladníci, dojičky, ošetřovatelky prasat, ovocnáři, uklízečky

#### Střediska školního statku
- Český Těšín, ulice Slezská – ředitelství, chov koní
- Český Těšín, ulice Ostravská – ovocná školka
- Český Těšín, ulice Strojnická – sušička píce a obilovin
- Český Těšín, ulice Hřbitovní – chov prasat (středisko u Brody)
- Chotěbuz – Zpupná Lhota, ulice Zemědělská – kravín, šlechtitelská stanice prasat
- Chotěbuz – Zpupná Lhota – odchov jalovic (Kišinec)
- Chotěbuz, ulice Náves – mechanizace, STS dílna, kravín, seníky

### Produkce

#### Rostlinná výroba
Statek používal čtyřletý osevní cyklus, zvaný též norfolkská soustava, nebo čtyřhonná soustava – jetel, ozim, okopanina, jařina. Hospodařil na orné půdě a pastvinách. V roce 1952 na ploše 200 ha, v roce 1960 na 443 ha, po roce 1980 pak na 337 ha (Chotěbuz 117,64 ha, Český Těšín 219,69 ha).
Produkce rostlinné výroby byla prodávána na tehdejší trh: část obilovin do ZZN, výpěstky z ovocné školky na vlastní prodejně. Část obilovin, pícniny a okopaniny byly spotřebovány živočišnou výrobou.
Mezi hlavní pěstované plodiny, rostliny patřily:
- obiloviny: oves, pšenice (jarní a ozimá), tritikále, ječmen a kukuřice
- pícniny: jetel, vojtěška a pro směs trav na loukách
- okopaniny: krmná řepa, lilek brambor
- ovocné stromy: jabloň, hrušeň
- ovocné keře: rybíz červený, angrešt, ostružiník maliník, ostružiník
- okrasné keře: růže, túje

#### Rostlinná výroba - Technologie

##### Sušička granulované píce a obilovin
Od roku 1964 statek provozoval sušárnu typu BS 6, včetně granulační linky v Českém Těšíně – Mistřovicích. Výsledný produkt byly granule sušené píce. V roce 1986 byla přistavěna linka na dosoušení obilovin. Jednalo se na svou dobu nejmodernější technologii, která byla jediná v kraji.

##### Výroba pícnin
Pícniny byly vyráběny obvyklým postupem, tj. sušením na polích a následně uskladněním v senících. Případně fermentací, kdy byla sklizená píce nařezána a fermentována v silážní jámě (kukuřice), nebo silážních a senážních silech (kukuřice, zavadlý luční porost, tvořený vojtěškou a jetelem).

##### Stroje a zařízení
Statek používal běžně dostupnou zemědělskou techniku – čtyřkolové traktory zn. Zetor, nebo Liaz. Sklízecí mlátičky zn. Agrostroj Prostějov řady SM a Fortschritt řady E včetně příslušných zařízení jakou jsou pluhy, brány a rotavátory, rozmetadla průmyslových hnojiv, rozmetadla chlévské mrvy (RUR-5), žací stroje (bubnové, lištové).

#### Živočišná výroba
Produkce živočišné výroby byla prodávána na tehdejší trh: prasata (vepřové) na jatka a masokombináty, telata a nechovné jalovice na jatka a masokombináty, mléko do mlékáren. Produkce šlechtitelské stanice prasat byla prodávána vybraným zemědělským podnikům pro další chov, stejně jako genetický materiál (vajíčka, sperma).

##### Chov prasat, šlechtitelsko-semenářská činnost.
Školní statek byl jedním z hlavních šlechtitelů plemene české bílé ušlechtilé prase (oficiálně psáno taktéž zkratkou BU, nebo slovně Bílé ušlechtilé) v ČSSR. Šlechtitelská stanice se nacházela na středisku Zpupná Lhota od roku 1964, kdy zde byla postavena odchovna prasnic. Chov byl zařazen do kategorie NŠCH mateřských plemen. Také byl zařazen jako součást genetického chovu hospodářských zvířat.
V roce 2005 byla v Přerově oceněna kolekce chovných hybridů F1 prasniček (BU - Bílé ušlechtilé x L - Landras), kterou získal právě Školní statek Český Těšín, RCH Zpupná Lhota.

##### Produkce mléka
K produkci mléka byly chovány kříženky různého poměru krve plemene český strakatý skot a ayrshirský skot, později byl přidán Holštýnský skot (černostrakatý skot). Tím byla docílena průměrná dojivost 12,5 litrů/den. Používala se umělá reprodukce stáda za pomocí inseminace.

##### Jezdecký sport
Chovaný český teplokrevník tvořil základní stádo pro výuku studentů SZeŠ v předmětu chov koní. Koně byly cvičeny na parkurové skákání a pro jízdu s kočárem. Toto plemeno je i nadále využíváno k výuce, nyní však pro Albrechtovu střední školu Český Těšín, p. s. – sekce výuky zemědělství, vyučovací předmět Jezdec a chovatel koní.
Byl zde chován také anglický plnokrevník hřebec Soret, potomek hřebce Koroka.

### Živočišná výroba - Technologie
Převážná část živočišné výroby se uskutečňovala v nově postavených zařízeních. To se týkalo především chovu prasat. Hovězí dobytek se choval ve starších budovách, postavených na přelomu 19. a 20. století, přesto byla využívána moderní technologie – např. stájové dojící zařízení.

## Současnost
Po zániku Školního statku došlo ke změně využití jeho středisek, ze kterých je nyní:
- Český Těšín, ulice Slezská – administrativní a kancelářské prostory, komerční výroba, chov koní a Senior Domy Pohoda
- Český Těšín, ulice Ostravská – obchodní centrum Kaufland a Domov pro seniory Český Těšín, příspěvková Organizace (postaveno v roce 2005)
- Český Těšín, ulice Strojnická – výrobní zóna (sušička byla prodána v roce 2009)
- Český Těšín, ulice Hřbitovní – dílny a skladovací prostory
- Chotěbuz, Zpupná Lhota, ulice Zemědělská – chov koní, soukromá farma na chov prasat
- Chotěbuz, Zpupná Lhota, Kišinec – prodáno soukromému vlastníkovi
- Chotěbuz, ulice Náves – ve vlastnictví obce